# Pedro Heredia
Pedro Heredia ou Pietro Eredia (né vers 1570 à Verceil (Duché de Savoie), mort vers 1648 à Rome), est un compositeur, organiste classique, ordonné prêtre en 1592, probablement d'origine espagnole.

## Biographie
Compositeur italien d'ascendance espagnole, son père est secrétaire du duc de Savoie. Pedro Heredia étudie la musique au Collegio degli Innocenti et au chœur de Verceil. Après avoir été ordonné, il se rend à Turin pour être musicien à la cour (1595–1596), est maître de chapelle à la cathédrale de Verceil entre 1623 et 1629. Et dès 1616, se rend régulièrement à Rome, où occupe le poste d'organiste extraordinaire à Saint-Pierre de Rome à la même époque que Frescobaldi,. Ensuite, il exerce à la chapelle du Séminaire romain et de l'église du Gesù, peut-être avant 1639, sans que n'ait survécu d'information sur ses dix dernières années.

## Œuvres
Pedro Heredia est connu pour la composition d'un madrigal à quatre voix, Passa la vita all'abbassar d'un ciglio, composé sur des vers du pape Urbain VIII, publié en 1635 par Giovanni Battista Doni dans l'un de ses traités, Compendia del trattato de' generi et de' modi della musica, p. 163 sqq ; mais également par Pietro Della Valle (Della musica). Il laisse également deux messes avec orgue (Super cantu romano, 1635), deux motets, un requiem à 5 voix avec orgue, ainsi qu'un Libera me domine ,.
La collection de musique de Saint Michael's College (Tenbury Part 4, Unpublished Continental music manuscripts of the 17th, 18th and 19th centuries. Reel 58 [Microforme], 1981), contient des œuvres de Pedro Heredia.
La musique conservée montre qu'il est, dans une large mesure, fidèle aux traditions polyphoniques traditionnelles de la fin du XVIe siècle.